# Michael J. Leahy
Michael « Mick » James Leahy était un explorateur australien et un chercheur d'or né le 26 février 1901 à Toowoomba et mort le 7 mars 1979 à Zenag. Il est connu pour sa découverte de la région des Hautes-Terres de Papouasie-Nouvelle-Guinée. Il photographia, filma et publia nombre de ses explorations.

## Biographie

### Jeunesse
Leahy est né à Toowoomba dans le Queensland, il est le quatrième des neuf enfants de migrants irlandais, Daniel Leahy, un garde ferroviaire et sa femme Ellen, née Stone. Après avoir fait ses études au Christian Brothers' College de Toowoomba, il commence par obtenir un emploi de commis aux chemins de fer avant de partir pour devenir bûcheron indépendant. Il cessa ce travail en 1926 en entendant parler de la découverte d'un filon d'or par Edie Creek en Nouvelle-Guinée. Il fut rapidement suivi en Nouvelle-Guinée par ses frères Paddy, Jim et Danny alors qu'un autre de ses frères, Tom, restait à Toowoomba.
Après avoir souffert d'un accès de paludisme quasi mortel en cherchant de l'or, Mick Leahy prit un emploi plus en retrait.

### Explorateur
Mick Leahy arpenta la Nouvelle-Guinée en 1930 avec Mick Dwyer et il réfuta l'opinion dominante selon laquelle l'île était inhabitée. En 1931, il explora avec son frère Patrick le pays des Kukukukus.
Mick et son frère Danny dirigèrent en 1933 une expédition dans les Hautes-Terres occidentales. Il fit également deux vols de reconnaissance des Hautes-Terres occidentales et découvrit la vallée de Wahgi, prenant des milliers de photographies et de films.
Il fut l'un des premiers occidentaux à atteindre et gravir la seconde plus grande montagne du pays, le mont Giluwe (en 1934). Cependant, Jack Hides affirma également avoir été le premier à gravir le mont Giluwe. Leahy alla en Angleterre en 1935 et força la Royal Geographical Society à mettre en place une audience des deux revendications. L'année suivante Leahy reçut le prix Murchison de la Royal Geographical Society et publia ses découvertes dans leur journal.
Pendant la deuxième guerre mondiale il rejoignit la force aérienne royale australienne avec le grade de lieutenant d'aviation et fut affecté à l'ingénieur en chef américain pour la construction d'une piste d'atterrissage à Telefomin. Pour son service pendant la guerre, Leahy reçut la médaille de la liberté américaine avec palme de bronze en 1948, fut nommé membre de l'ordre de l'Empire britannique (MBE) en 1952 et membre honoraire de l'Explorers club en 1959.
Le documentaire primé de 1983, First Contact, raconte l'exploration de la vallée de Wahgi et de Mount Hagen en Papouasie-Nouvelle-Guinée à partir de nombreuses image de Leahy.
Mick Leahy mourut à Zenag, dans la province de Morobe en 1979.